# ياسين الذهبي
ياسين الذهبي ، الملقب بسافيولا، من مواليد 1991 في وجدة في المغرب، لاعب كرة قدم مغربي.

## مسيرة اللاعب
بدأ مسيرته الكروية مع الاتحاد الوجدي في 01 يوليوز 2011 ، ولعب معهم حتى 01 يناير 2015، وفي 01 يناير 2015. انتقل إلى مولودية وجدة و لعب بعدها مع الكوكب المراكشي والدفاع الحسني الجديدي وحسنية أكادير والمغرب الفاسي ونادي النهضة السعودي.

## روابط خارجية
- ياسين ذهبي على موقع قاعدة بيانات كرة القدم.إي يو (الإنجليزية)